# Botamochi

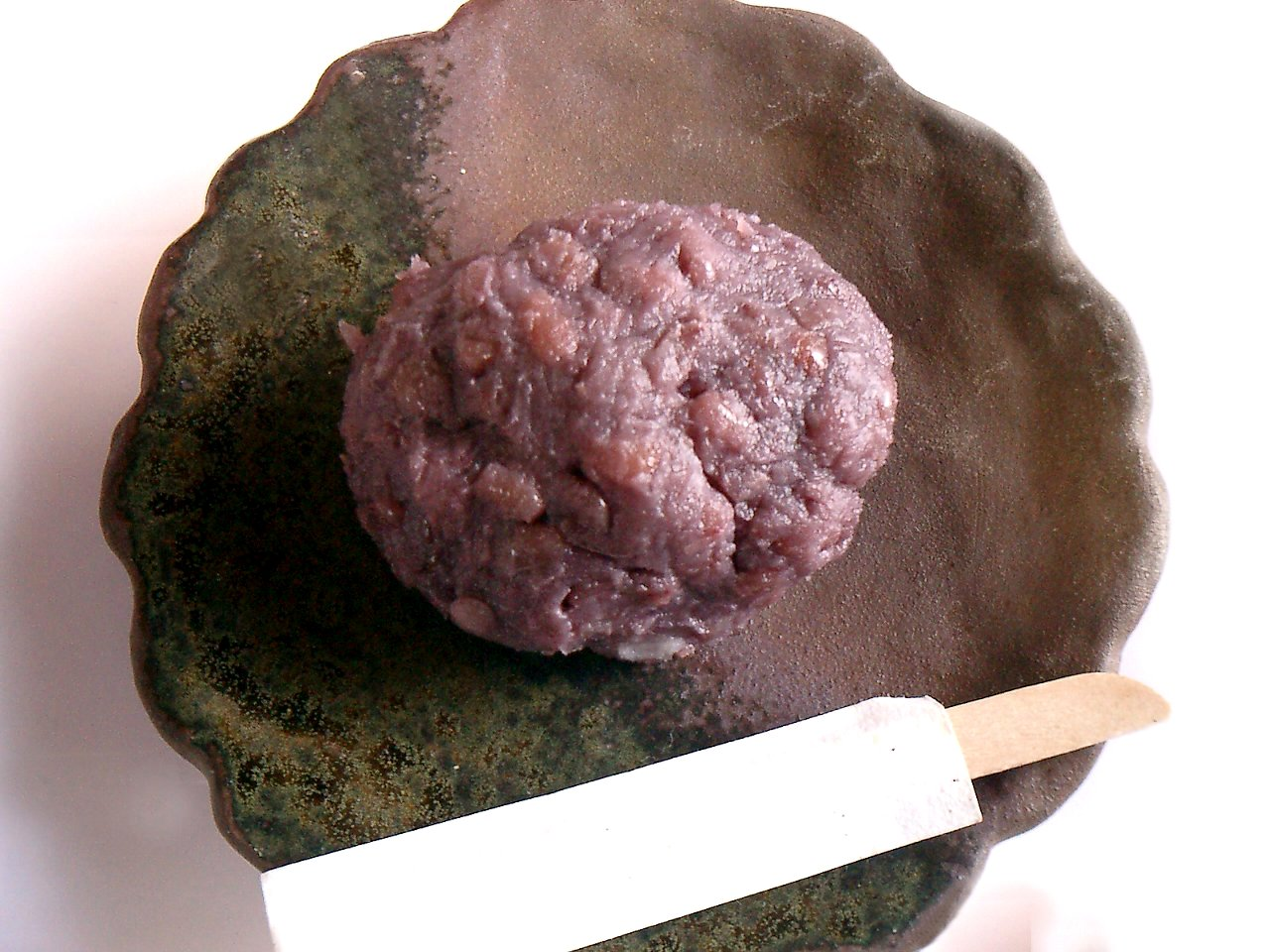
Botamochi.

El botamochi (牡丹餅 o ぼたもち?) es un dulce japonés hecho de arroz glutinoso y arroz no glutinoso mezclados con pasta de anko. El arroz se remoja durante seis horas, luego se hierve junto con el anko y con la mano se hacen bolas de arroz.
Este plato recibe varios nombres, cada uno representando a una estación del año:
- En primavera: botamochi;
- En verano: yofune (夜船?);
- En otoño: ohagi (御萩?);
- En invierno: hokusō (北窓?).